# چنگر (مجارستان)
چِنگِر (به مجاری:  Csenger) یک منطقهٔ مسکونی در مجارستان است که در سابولچ-ساتمار-برگ واقع شده‌است. چنگر ۳۶٫۱۶ کیلومتر مربع مساحت و ۴٬۸۷۰ نفر جمعیت دارد.

## خواهرخوانده
شهر کووزه خواهرخواندهٔ چنگر (مجارستان) هست.